# Fotbalová reprezentace Sárska
Fotbalová reprezentace Sárska reprezentovala v letech 1950 až 1956 Sársko v mezinárodních fotbalových přátelských zápasech a v kvalifikaci na mistrovství světa v roce 1954. Zanikla po začlenění území Sárska (po 2. sv. válce okupovaného Francií) do Západního Německa.

## Mistrovství světa
| Rok    | Účast                                           | Soupisky |
| ------ | ----------------------------------------------- | -------- |
| 1954   | Nepostoupili z kvalifikace                      | –        |
| Celkem | Účast – 0× Zlato – 0×, Stříbro – 0×, Bronz – 0× |          |